# Max Bottini

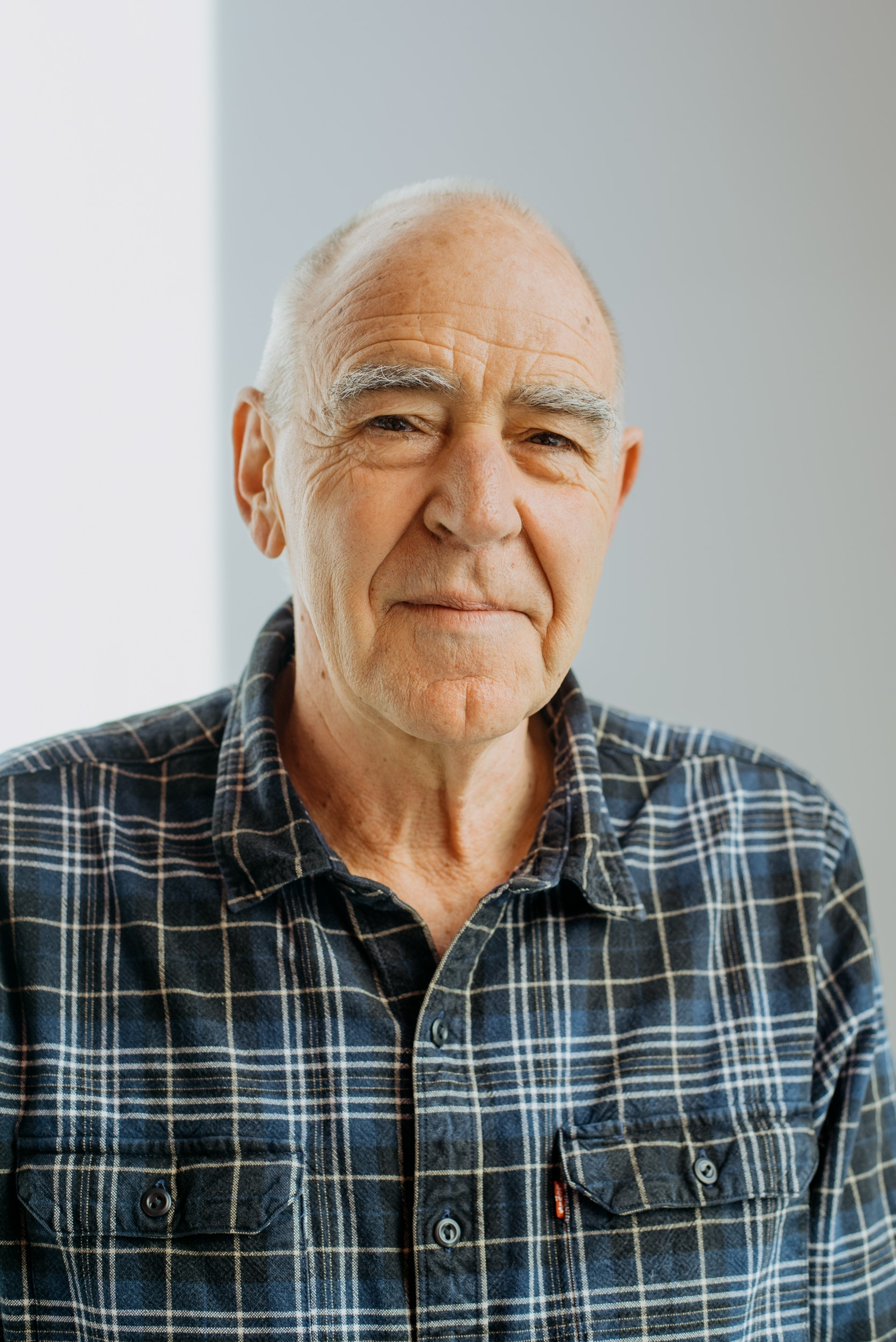
Max Bottini (2023)

Max Bottini (* 3. August 1956 in Frauenfeld) ist ein Schweizer Künstler.

## Leben
Max Bottini studierte in den 1980er-Jahren an der Zürcher Hochschule der Künste sowie an der Universidad Complutense Madrid, Facultad de Bellas Artes in Madrid. Seit über 25 Jahren beschäftigt er sich in seinen Malereien, Aktionen und Projekten mit dem Thema Nahrung. Von Interesse sind für ihn die Produktion von Lebens- und Nahrungsmitteln sowie deren Zubereitung und das Kochen. Dabei bezieht er das Publikum gerne mit ein, aus Kunstbetrachtern werden Gäste. Dabei gilt das Motto «Essen verbindet», aus Kochen und Essen entsteht Kommunikation.
Für das Projekt «erntema(h)l!» beispielsweise, das Bottini 2015/16 im Stadtpark vor dem Kunstmuseum Solothurn realisierte, thematisierte er die Nahrungsmittelproduktion und den Konsumkreislauf in der Gegenwart. Gemeinsam mit 100 Beteiligten hat er 50 Sorten von Gemüse und Kräutern sowie 12 Junghähne aufgezogen, die zur  "Erntezeit" in einer grossen öffentlichen Kochaktion zu Speisen transformiert wurden.
Eine weitere Aktion fand im Sommer 2020 auf dem Dach des Vögele-Kulturzentrums in Pfäffikon SZ statt. Dabei wollte Bottini mit seiner Installation auf poetische Weise ein Bewusstsein dafür schaffen, dass Lebensmittel im Takt der Natur gedeihen.
Werke von Max Bottini wurden unter anderem vom Kunstmuseum Thurgau angekauft. Er lebt und arbeitet in Uesslingen im Thurgau. 2004 erhielt der Künstler den Thurgauer Kulturpreis.

## Ausstellungen, Projekte, Aktionen (Auswahl)
- 1994: «Tonhühner», Aufzucht, Schlachtung und Aktion, Kesswil/Uesslingen
- 1996: «Masse», Galerie Adrian Bleisch, Arbon
- 1998: «natura morta», Kunstverein Frauenfeld
- 1999: «Multipliziertes», Galerie Adrian Bleisch, Arbon
- 2001/2002: «Eingemachtes», Kunstmuseum Thurgau, Warth
- 2001: «Küche», Galerie Schedler, Zürich
- 2002: «geschält», Galerie Adrian Bleisch, Arbon
- 2002: «Rauch», Aktion, Städtische Wessenberggalerie, Konstanz
- 2003: «grenzenlosfeiern», grenzüberschreitendes Projekt in Zusammenarbeit mit dem Kulturdachverband Kreuzlingen-Konstanz
- 2003:  Aktionen «Tisch» zur Ausstellung «Food Design», Gewerbemuseum Winterthur und Kornhausforum Bern
- 2004:  «Das Tischgespräch», Aktion 24. Mai 2004, World Trade Center, Amsterdam
- 2005: «Des Hasen Tod», shed im Eisenwerk, Frauenfeld
- 2005: «BROT – BREAD – KENYÉR – CHLIEB», Versuch eines künstlerischen Brückenschlages zwischen den Einwohnern von Stúrovo (Slowakei) und Esztergom (Ungarn)
- 2006: «eingesehen», Kunstverein Singen im Kunstmuseum Singen
- 2007: «farbessenkochen», Aktion, Gewerbemuseum Winterthur
- 2008: «Tisch», Aktion, Kunstmuseum Olten
- 2008: «Cooking- and eating-performances», INTERREGNUM, PSi # 14, In Between States, Copenhagen Conference, August 20th – 24th
- 2009: «tomARTen», Projekt zur Evolutionstheorie von Charles Darwin, in Zusammenarbeit mit dem Naturmuseum Thurgau
- 2010: «Infusionen», Intervention, Zürich
- 2011: «Über die Metapher des Wachstums», Kunsthaus Baselland
- 2011:  Aktion «Pop-Up» in der Pädagogischen Hochschule Thurgau Kreuzlingen
- 2012: «Der Duft nach dem Gelage», Aktion, oxyd-Kunsträume Winterthur
- 2012: «The scents of kitchen», Performance Max Bottini & Räto Harder (sax), opening «the 5th European Conference on Sensory and Consumer Research», Bern (BernExpo)
- 2013: «Labor-Küche», Installation in den Räumen der Sammlung ARtBON, Arbon
- 2015: «ganz nah-rung», Installation mit Kochaktion, Stadtgärtnerei Zürich
- 2016: «erntema(h)l», Aussenprojekt im Park des Kunstmuseums Solothurn
- 2017: «aus vollen Schläuchen», Kunst- und Bau-Intervention, Weinfelden
- 2019: «eigenunmittendrin», Kochaktion, Orangerie Arenenberg/Salenstein
- 2020: «Auf dem Tisch! Auf den Tisch!», Vögele-Kulturzentrum, Pfäffikon/SZ
- 2020: «Die Dinge des Alltags und die Kunst», Haus zur Glocke, Steckborn
- 2021: «Zu Tisch – Eine Einladung. Werke aus der Sammlung», Kunstmuseum Thurgau, Warth
- 2022: «Wäre die Welt eine andere», Installation im Tankkeller, Mosterei Egnach